# Narcissus rupicola
Narcissus rupicola là một loài thực vật có hoa trong họ Amaryllidaceae. Loài này được Dufour mô tả khoa học đầu tiên năm 1830.

## Hình ảnh

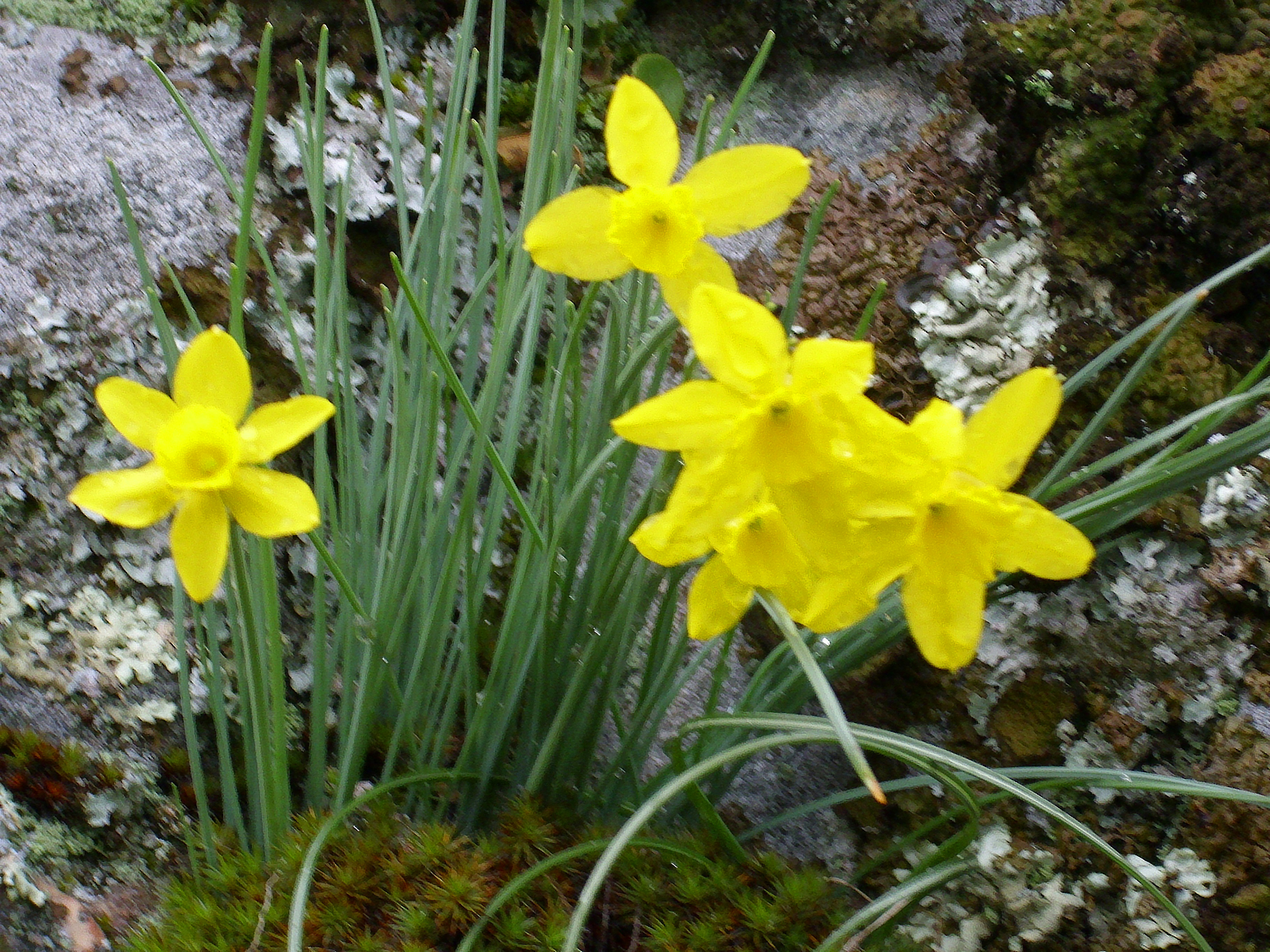
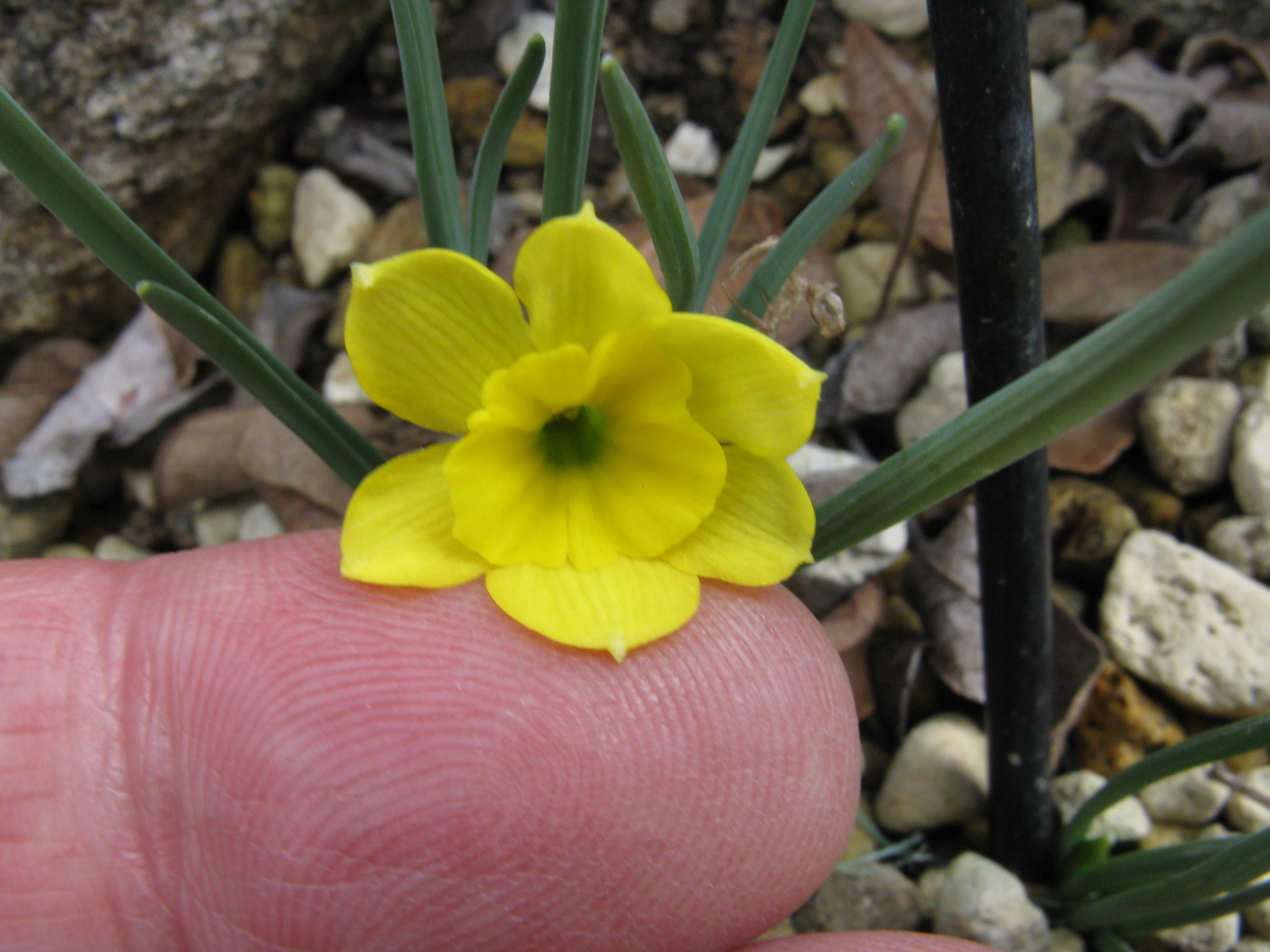
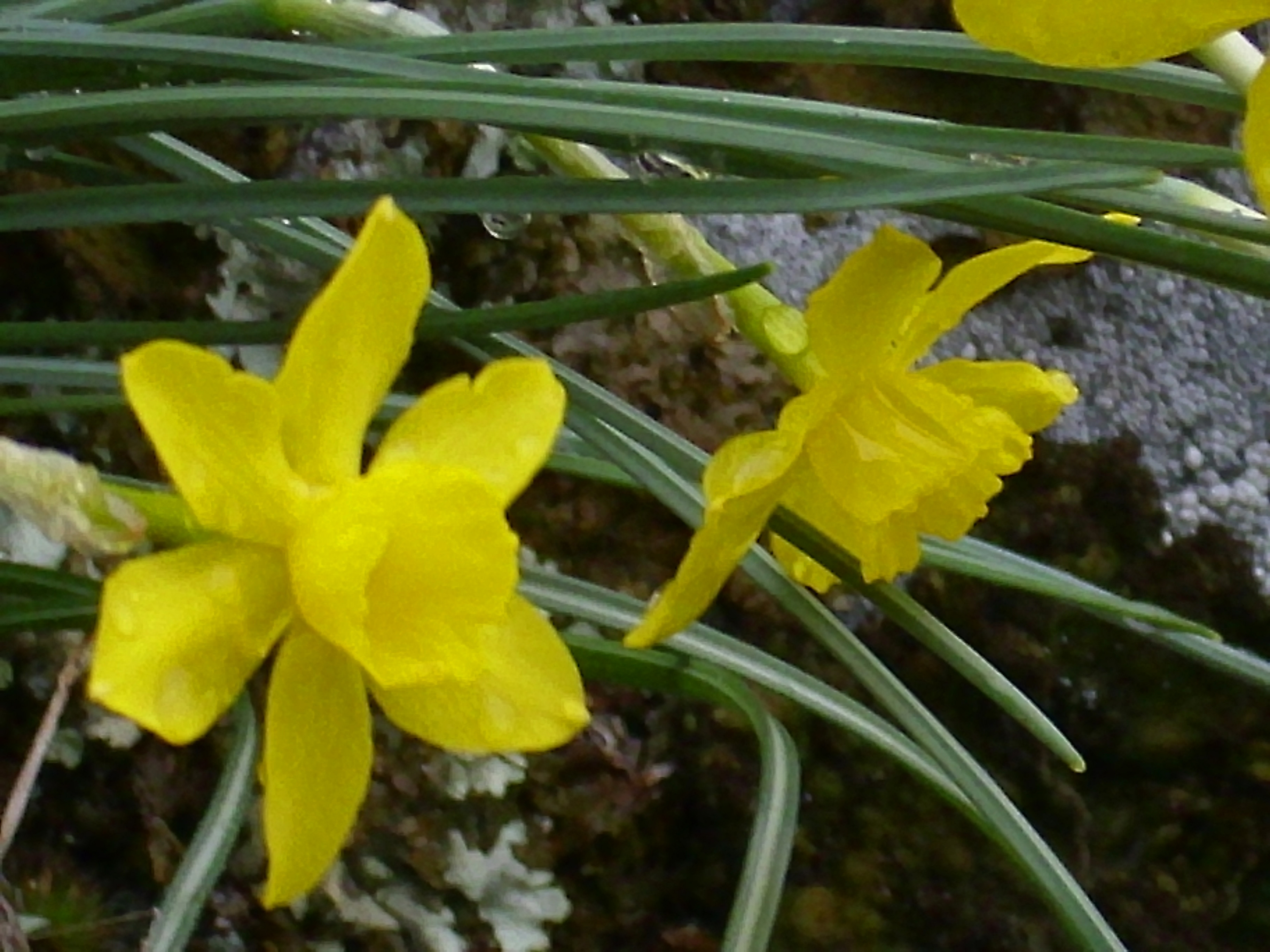
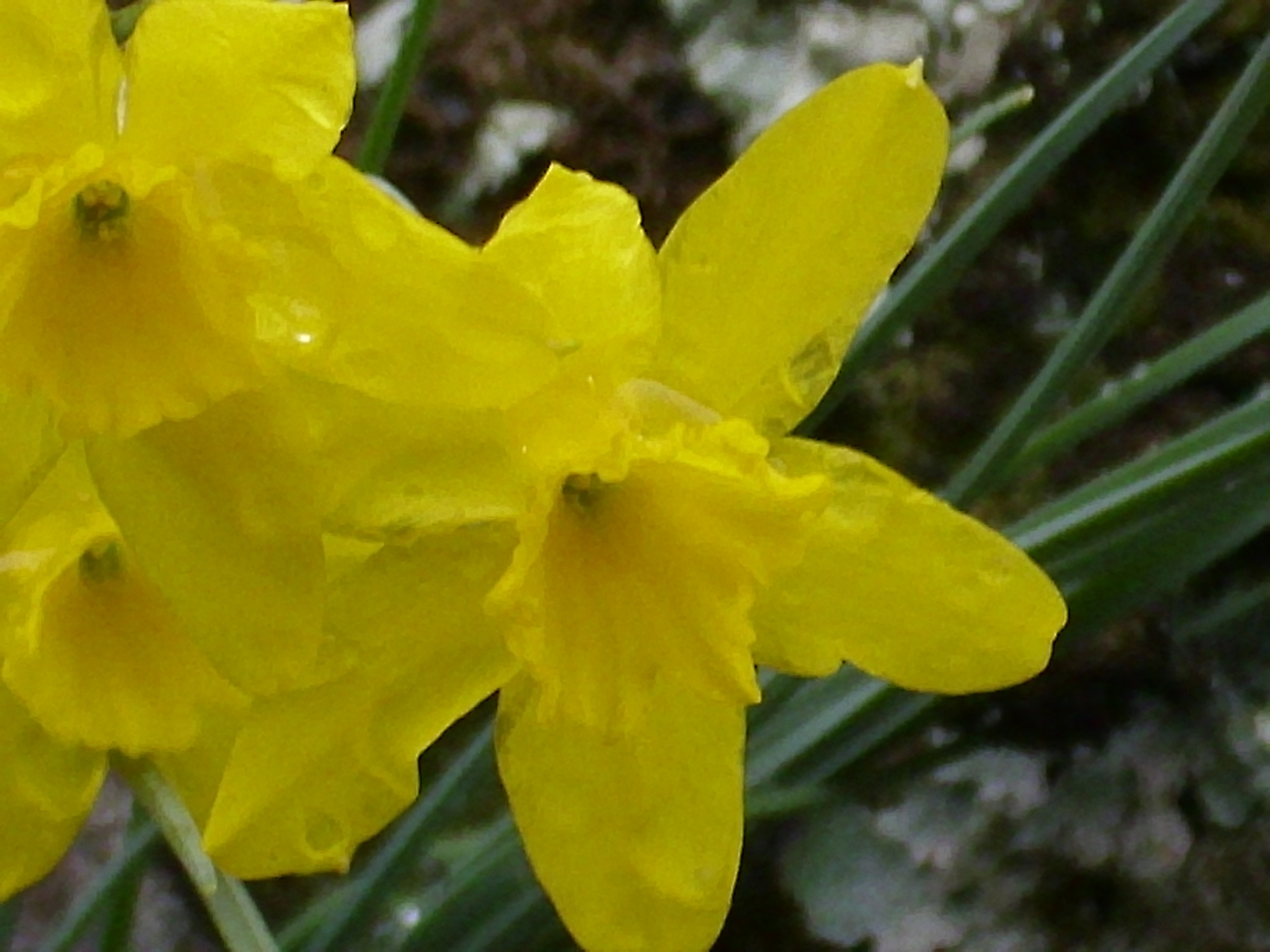